# Scylaceus selma
Scylaceus selma är en spindelart som först beskrevs av Chamberlin 1948.  Scylaceus selma ingår i släktet Scylaceus och familjen täckvävarspindlar. Inga underarter finns listade i Catalogue of Life.